# ドルニエ シースター
ドルニエ シースター
ドルニエ シースター
- 用途：飛行艇
- 設計者：コンラート・ドルニエ（Conrado Dornier）
- 製造者：ドルニエ・シーウイングス（Dornier Seawings Seastar）
- 初飛行：1985年

ドルニエ シースター（Dornier Seawings Seastar）は、ドイツのクラウディウス・ドルニエシースター（Claudius Dornier Seastar GmbH & Co KG Dornier GmbH）社で開発されたターボプロップエンジンの水陸両用飛行艇である。

## 概容
シースターは1985年に初飛行した。この機はドルニエ・シーウイングス社の創立者であるクラウディウス・ドルニエの息子コンラート（Conrado）が設計し、プロジェクトは続いている。
シースターはパラソル型配置の翼を採用し、エンジンナセルに2基のエンジンと牽引式と推進式の2つのプロペラを装備したプッシュプル方式の飛行艇である。
全体的な機体レイアウトは1930年代の有名なDo 18に強い近似性を感じさせる。

## 要目
（CD-2 シースター）
- 乗員：2名
- 乗客：12名
- 全長：12.90 m (42 ft 4 in)
- 全幅：17.74 m (58 ft 2 in)
- 全高：5.28 m (17 ft 4 in)
- 翼面積： 28.5 m² (307 ft²)
- 空虚重量：2,800 kg (6,173 lb)
- 最大離陸重量：5,000 kg (11,023 lb)
- エンジン：2 * プラット・アンド・ホイットニー・カナダ PT6-135A　各々 650 shp (485 kW)
- 最大速度：335 km/h (209 mph)
- 着水速度：143 km/h (77 knots, 88.9 mph)
- 巡航高度：8,535 m (28,000 ft)
- 航続距離：1,740 km (1,085 miles)
- 上昇率：480 m/min. (1,574 ft/min.)